# Орфей, Мойра
Мойра Орфей (Миранда Орфей, 21 декабря 1931, Кодройпо — 15 ноября 2015) — популярная итальянская цирковая артистка, актриса и телеведущая. Мойра считается королевой итальянского цирка.

## Биография
Родилась в семье Риккардо Орфея и Виолетты Агаты, владевшей цирковой компанией «Цирк Орфей». Стала символом цирка в Италии и приобрела поистине международную известность. Цирк Мойры Орфей был основан в 1960 году. На фото того времени она представлена в различных цирковых амплуа: наездница, воздушная гимнастка, акробатка, дрессировщица слонов и голубей.
Яркая внешность артистки была словно отражением её эксцентричной и даже буйной личности. Сменить имя ей предложил Дино де Лаурентис. С тех пор она всегда старалась внешне соответствовать своему новому имени, напоминающему о древнегреческих богинях судьбы: тяжелый макияж, густая подводка глаз, яркая помада, выделенная родинка над губой, волосы, завязанные в тюрбан. В каждом городе, где останавливался цирк, все рекламные щиты были сплошь обклеены афишами с её портретом. Так Мойра стала одной из самых узнаваемых женщин Италии.
Киноактрисой Мойра стала почти случайно, и за свою карьеру снялась более чем в сорока фильмах, от комедий до пеплумов. Среди картин с её участием много итальянских криминальных драм). Критики отмечали, что если бы Мойра всерьёз изучала драму, она могла бы стать в один ряд с Софи Лорен.
Была замужем за Вальтером Нонесом и у них родились двое детей, Стефано Орфей и Лара Орфей.
4 августа 2006 года пережила ишемический инсульт во время шоу в городе Джойоза-Ионика. С тех пор актриса находилась под медицинским наблюдением. Умерла 15 ноября 2015 года в Брешиа.

## Фильмы
- The Loves of Hercules  1960
- Под десятью флагами 1960
- Королева пиратов 1960
- Ti aspetterò all’inferno 1960
- Ursus  1961
- Mole Men Against the Son of Hercules 1961
- Rocco e le sorelle 1961
- Il figlio dello sceicco 1962
- I tromboni di Fra' Diavolo 1962
- Ursus in the Valley of the Lions 1962
- I due mafiosi 1963
- Totò contro i quattro 1963
- Totò e Cleopatra 1963
- Samson and the Slave Queen 1963
- Divorzio alla siciliana 1963
- Монах из Монцы 1963
- I due gladiatori 1963
- Восстание преторианцев 1964
- Самсон и его могучий вызов 1964
- Il trionfo di Ercole 1964
- Террор степей 1964
- Казанова-70 1965
- Как мы попали в неприятности с армией 1965
- Два сержанта генерала Кастера 1965
- Огонь над Римом 1965
- Due mafiosi contro Al Capone  1966
- Дамы и господа 1966
- Пытай меня, но убей поцелуями 1968
- Paolo il freddo 1974
- Запах женщины 1974
- Дракула в провинции 1975
- Arrivano i bersaglieri 1980
- Рождественские каникулы-90 1990
- Натале в Индии 2003